# Диподи (Катанцаро)
Диподи је насеље у Италији у округу Катанцаро, региону Калабрија.
Према процени из 2011. у насељу је живело 37 становника. Насеље се налази на надморској висини од 82 м.